# Wereldkampioenschappen veldrijden 1989
De wereldkampioenschappen veldrijden 1989 werden gehouden op 28 en 29 januari 1989 in Pontchâteau, Frankrijk.

## Uitslagen

### Mannen, elite
| Plaats | Renner              | Land                     | Tijd    |
| ------ | ------------------- | ------------------------ | ------- |
|        | Danny De Bie        | België                   | 1:00.58 |
| Zilver | Adrie van der Poel  | Nederland                | + 0.24  |
| Brons  | Christophe Lavainne | Frankrijk                | + 0.27  |
| 4.     | Beat Breu           | Zwitserland              | z.t.    |
| 5.     | Henk Baars          | Nederland                | z.t.    |
| 6.     | Volker Krukenbaum   | Bondsrepubliek Duitsland | z.t.    |
| 7.     | Hennie Stamsnijder  | Nederland                | + 0.29  |
| 8.     | Paul De Brauwer     | België                   | + 0.33  |
| 9.     | Ivan Messelis       | België                   | + 0.46  |
| 10.    | Bruno d'Arsie       | Zwitserland              | + 1.13  |

### Jongens, junioren
| Plaats | Renner              | Land                     | Tijd   |
| ------ | ------------------- | ------------------------ | ------ |
|        | Richard Groenendaal | Nederland                | 42.30  |
| Zilver | Emmanuel Magnien    | Frankrijk                | + 0.09 |
| Brons  | Christian Bertotti  | Italië                   | + 1.07 |
| 4.     | Roland Schätti      | Zwitserland              | + 1.09 |
| 5.     | José Jauregui       | Frankrijk                | + 1.11 |
| 6.     | Urs Markwalder      | Zwitserland              | + 1.13 |
| 7.     | Niels van der Steen | Nederland                | z.t.   |
| 8.     | Attilio Leni        | Italië                   | z.t.   |
| 9.     | Frank Esch          | Bondsrepubliek Duitsland | z.t.   |
| 10.    | Andreas Hubmann     | Zwitserland              | z.t.   |

### Mannen, amateurs
| Plaats | Renner             | Land              | Tijd   |
| ------ | ------------------ | ----------------- | ------ |
|        | Ondrej Glajza      | Tsjecho-Slowakije | 54.28  |
| Zilver | Radomír Šimůnek    | Tsjecho-Slowakije | z.t.   |
| Brons  | Roger Honegger     | Zwitserland       | z.t.   |
| 4.     | Peter Hric         | Tsjecho-Slowakije | z.t.   |
| 5.     | Alain Daniel       | Frankrijk         | z.t.   |
| 6.     | Beat Wabel         | Zwitserland       | z.t.   |
| 7.     | Daniel Maquet      | Frankrijk         | z.t.   |
| 8.     | Miloslav Kvasnička | Tsjecho-Slowakije | z.t.   |
| 9.     | Damiano Grego      | Italië            | + 0.09 |
| 10.    | Bruno le Bras      | Frankrijk         | + 0.13 |

## Medaillespiegel
| Plaats | Land              | Goud | Zilver | Brons | Totaal |
| 1      | Tsjecho-Slowakije | 1    | 1      | 0     | 2      |
| 2      | Nederland         | 1    | 1      | 0     | 2      |
| 3      | België            | 1    | 0      | 0     | 1      |
| 4      | Frankrijk         | 0    | 1      | 1     | 2      |
| 5      | Zwitserland       | 0    | 0      | 1     | 1      |
| 5      | Italië            | 0    | 0      | 1     | 1      |
| Totaal | Totaal            | 3    | 3      | 3     | 9      |

1950 · 
1951 · 
1952 · 
1953 · 
1954 · 
1955 · 
1956 · 
1957 · 
1958 · 
1959 · 
1960 · 
1961 · 
1962 · 
1963 · 
1964 · 
1965 · 
1966 · 
1967 · 
1968 · 
1969 · 
1970 · 
1971 · 
1972 · 
1973 · 
1974 · 
1975 · 
1976 · 
1977 · 
1978 · 
1979 · 
1980 · 
1981 · 
1982 · 
1983 · 
1984 · 
1985 · 
1986 · 
1987 · 
1988 · 
1989 · 
1990 · 
1991 · 
1992 · 
1993 · 
1994 · 
1995 · 
1996 · 
1997 · 
1998 · 
1999 · 
2000 · 
2001 · 
2002 · 
2003 · 
2004 · 
2005 · 
2006 · 
2007 · 
2008 · 
2009 · 
2010 · 
2011 · 
2012 · 
2013 · 
2014 · 
2015 · 
2016 · 
2017 · 
2018 · 
2019 ·
2020 ·
2021 ·
2022 ·
2023 ·
2024 ·
2025

Categorieën

Mannen elite · 
vrouwen elite · 
mannen beloften · 
vrouwen beloften · 
jongens junioren · 
meisjes junioren · 
gemengde estafette

Voormalig:
mannen amateurs